# Zwei-Osterei
| Оценки критиков | Оценки критиков |
| Источник        | Оценка          |
| --------------- | --------------- |
| Allmusic        | [ 1 ]           |

Zwei-Osterei (с нем. — «Два Пасхальных Яйца») — второй студийный альбом немецкой экспериментальной группы Kluster, выпущенный в 1971 году на лейбле Schwann. Альбом был спродюсирован Оскаром Готлибом Бларром, звукорежиссёром выступил Конни Планк. Оба занимали те же должности при записи предыдущего альбома Kluster «Klopfzeichen».

## Об альбоме
«Zwei-Osterei» был записан 23 февраля 1970 года в Rhenus-Studio, Гордорф, Германия. «Zwei-Osterei» был выпущен в 1971 году на лейбле Schwann с пластиковой обложкой с тиснением, включающей две многоразовые вставки. Было отпечатано и продано всего 300 копий оригинального альбома.
Трио играло на фортепиано, гитаре, виолончели, флейте, перкуссии и органе, и все это было обработано электронным способом инженером Конрадом (Конни) Планком. По словам Конрада Шнитцлера в интервью 1980 года, которое он дал Дэвиду Эллиоту, реклама органиста, интересующегося новой музыкой, привела к тому, что сессии записи были спонсированы церковью. От Kluster требовалось добавить религиозный текст на первую сторону альбома, чтобы получить это спонсорство. Текст был зачитан Манфредом Паэте. Текст был написан Рудольфом Бореном, Куртом Марти, Доротей Зёлле, Рудольфом Отто Вимером, Лизолеттой Раунер и Хильдой Домин (из них Зёлле, Вимер и Раунер уже аналогично писали текст к первой стороне «Klopfzeichen»). Шнитцлер описывает текст так: "Если вы не понимаете немецких слов, это звучит лучше. […] Если вы знаете, что это значит, вы найдёте это ужасным".
Музыка первых двух альбомов частично описана Стивеном и Аланом Фрименами, пишущими в «The Crack in the Cosmic Egg»: «Хотя у них никогда не было электронных инструментов, музыка Kluster была довольно необычной, с гитарами, перкуссией, органом, виолончелью и т. д., с обилием устройств обработки звука, эхо, магнитофонов и других фильтров, чтобы создать музыку, которая источала электричество — суровую, мрачную, индустриальную и кошмарно нервирующую».

## Переиздания
Альбом был впервые переиздан Schwann в 1980 году — с новой обложкой и наклейкой, рекламирующей Cluster и предыдущее участие Конрада Шницлера в Tangerine Dream.
Компакт-диски «Zwei-Osterei» впервые появились в магазинах звукозаписи в 1994 году. Эти ранние копии были выпущены сомнительным, как сообщается, люксембургским лейблом Germanofon, который выпустил множество несанкционированных и нелегальных (бутлегерских) переизданий краутрока и сумел распространить их в массовом порядке. Компакт-диски Germanofon были переписаны с сильно изношенного винила и имеют низкое качество звучания. Эти бутлеги также неправильно назвали группу Cluster.
Альбом был впервые легально переиздан на американском лейбле Hypnotic в 1996 году с новой обложкой и наклейкой, рекламирующей предыдущее участие Конрада Шницлера в Tangerine Dream. Это переиздание компакт-диска также содержит 15-минутный бонус-трек с концертного альбома Cluster & Farnbauer 1980 года «Live in Vienna». Альбом был также переиздан на японском лейбле Captain Trip 20 апреля 2007 года ограниченным тиражом в 450 экземпляров на компакт-диске с адаптацией оригинальной обложки и бонус-треком более поздней группы Шнитцлера Eruption "Cold Winter" с их сессий 1971 года.
В 2012 году Bureau-B выпустили ещё одно переиздание на CD, а также на 180-граммовом виниле. Оригинальная обложка была адаптирована, новые примечания к ней были предоставлены Асмусом Титченсом.

## Список композиций
Выпуск 1970 года; Переиздание 1980 года
Вся музыка написана Конрад Шнитцлер, Ханс-Йоахим Роделиус и Дитер Мёбиус, кроме указанных иначе.
| №  | Название                  | Текст песни                                                                                   | Длительность |
| -- | ------------------------- | --------------------------------------------------------------------------------------------- | ------------ |
| 1. | «Electric Music Und Text» | Рудольф Борен, Курт Марти, Доротея Зёлле, Рудольф Отто Вимер, Лизолетта Раунер и Хильда Домин | 22:50        |

| №                   | Название                   | Длительность |
| ------------------- | -------------------------- | ------------ |
| 2.                  | «Kluster 4» (инструментал) | 22:09        |
| Общая длительность: | Общая длительность:        | 44:59        |

Переиздание на CD 1996 года
| №                   | Название                   | Длительность |
| ------------------- | -------------------------- | ------------ |
| 1.                  | «Electric Music Und Text»  | 22:36        |
| 2.                  | «Kluster 4» (инструментал) | 22:16        |
| Общая длительность: | Общая длительность:        | 44:52        |

| №                   | Название                                                   | Музыка                            | Длительность |
| ------------------- | ---------------------------------------------------------- | --------------------------------- | ------------ |
| 3.                  | «Untitled» (Отрывок "Service" из альбома "Live in Vienna") | Мёбиус, Роделиус, Джоши Фарнбауэр | 15:10        |
| Общая длительность: | Общая длительность:                                        | Общая длительность:               | 60:02        |

Переиздание на CD 2006 года
| №                   | Название                   | Длительность |
| ------------------- | -------------------------- | ------------ |
| 1.                  | «Electric Music Und Text»  | 22:30        |
| 2.                  | «Kluster 4» (инструментал) | 22:17        |
| Общая длительность: | Общая длительность:        | 44:47        |

| №                   | Название            | Музыка                                         | Длительность |
| ------------------- | ------------------- | ---------------------------------------------- | ------------ |
| 3.                  | «Cold Winter 1971»  | Шнитцлер, Клаус Фройдихманн, Вольфганг Зайдель | 14:57        |
| Общая длительность: | Общая длительность: | Общая длительность:                            | 59:44        |

## Участники записи

### Kluster
- Конрад Шнитцлер — инструменты (1-2; «Cold Winter 1971»)
- Ханс-Йоахим Роделиус — инструменты (1-2; «Untitled»)
- Дитер Мёбиус — инструменты (1-2; «Untitled»)

### Дополнительный персонал
- Манфред Паэте — голос (1)
- Джоши Фарнбауэр — инструменты («Untitled»)
- Клаус Фройдихманн — инструменты («Cold Winter 1971»)
- Вольфганг Зайдель — инструменты («Cold Winter 1971»)

### Продюсирование
- Оскар Готлиб Бларр — продюсер
- Конрад (Конни) Планк — звукорежиссёр
- Юстус «Ю.» Либих — звукорежиссёр